# Stereophallodon
Stereophallodon é um gênero de eupelicossauro do Carbonífero Superior e Permiano Inferior da América do Norte. Há uma única espécie descrita para o gênero Stereophallodon ciscoensis.